# Miguel Moscardó Guzmán
Miguel Moscardó Guzmán (Madrid, 22 de desembre de 1910 - 1 de febrer de 1972) fou un militar i polític espanyol, governador civil i procurador en Corts durant el franquisme. Era fill del general José Moscardó Ituarte, i a la seva mort heretà el títol de II comte de l'Alcàsser de Toledo. El 16 de setembre de 1929 va ingressar a l'Acadèmia General Militar i posteriorment a l'Acadèmia d'Infanteria de Toledo. El cop d'estat del 18 de juliol de 1936 el va sorprendre a Ceuta, on es va unir a les tropes revoltades, com el seu pare i els seus germans. Va travessar l'estret de Gibraltar amb els Regulars i va participar en l'aixecament del setge de l'Alcàsser de Toledo i en els combats a Oviedo, Saragossa i Terol, on fou ferit. Per això va rebre la Medalla Militar Individual.
En acabar la guerra civil espanyola es va diplomar en Estat Major i el 1949 fou nomenat regidor de l'ajuntament de Madrid en representació del terç familiar. D'abril de 1953 a maig de 1958 fou Governador civil de Guadalajara, i de 1958 a 1963 fou governador civil d'Alacant. També fou procurador en Corts com a Conseller Nacional de 1958 a 1961, de 1964 a 1967, i de 1971 a 1972.
Després de deixar el govern civil d'Alacant el 1963 va tornar a la carrera militar. Comandant des de 1953 i coronel des de 1963, fou nomenat agregat militar a les ambaixades espanyoles a França, Holanda i Bèlgica. L'octubre de 1969 fou ascendit a general de brigada i nomenat cap d'estat major de la I Regió Militar, càrrec que va ocupar fins a la seva mort per una afecció circulatòria l'1 de febrer de 1972. Fou sebollit a la cripta de l'Alcàsser de Toledo